# Svenskfinland

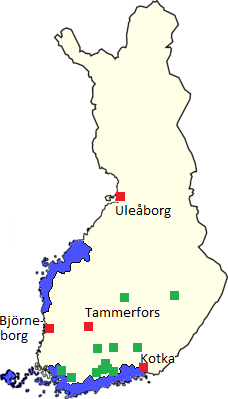
Geographische Lage von Schwedischfinnland und der sogenannten schwedischen Sprachinseln im heutigen Finnland
Schwedischfinnland
traditionelle Sprachinseln
neue Sprachinseln

Svenskfinland (wörtlich „Schwedischfinnland“; früher auch Svensk-Finland „Schwedisch-Finnland“, det svenska Finland „das schwedische Finnland“) bezeichnet im Schwedischen einerseits die Gebiete und Städte an Finnlands Küste, in denen die Mehrheit der Finnlandschweden lebt und die diese mit ihrer eigenen sprachlichen und kulturellen Autonomie verknüpfen, und andererseits die Gesamtheit der finnlandschwedischen sozialen, politischen und kulturellen Netzwerke und Institutionen.

## Name
Neben dem konkreten geographischen Raum mit eigener Natur, Kultur und dem Zentrum für finnlandschwedische Institutionen verortet der Begriff auch Gedanken über eine gemeinsame, auf Schwedisch artikulierte Ideenwelt sowie einen Illusionsraum für Nostalgie. Außerdem gehört dazu ein finnlandschwedisches Selbstbild, das ein starkes Bewusstsein generiert und sich in einflussreichen Aktivitäten in Politik, Wirtschaft, Gesellschaft, Kultur, Literatur, Wissenschaft sowie im Lebensstil konkretisiert hat. Dieser Gebrauch des Begriffes beschränkt sich indes auf den schwedischsprachigen – und hier insbesondere den finnlandschwedischen – Diskurs; im Finnischen hat der Begriff keine Entsprechung. Darüber hinaus wird Svenskfinland – sowie anderssprachige Entsprechungen wie Swedish Finland – in der Fachliteratur verwendet, z. B. über finnlandschwedische Sprache und Literatur.

## Geographie
Svenskfinland kann mit Regionen wie Sápmi oder Deutschschweiz verglichen werden, die ebenfalls nicht eindeutig mit administrativen Einheiten überlappen.
Traditionell bilden die folgenden drei Regionen Schwedischfinnland:
- Nyland, d. h. die nördliche Küste des Finnischen Meerbusens von Hangö (Hanko) im Westen bis Pyttis (Pyhtää) im Osten und einschließlich der Hauptstadt Helsingfors (Helsinki)
- Åboland, d. h. die Gegend der Stadt Åbo (Turku) und das Schärenmeer im Südwesten
- Österbotten, d. h. die östliche Küste des Bottnischen Meerbusens von Sideby (heute Ortsteil von Kristinestad) im Süden bis Karleby (Kokkola) im Norden

Die mit weitgehender politischer Autonomie ausgestattete Inselgruppe Åland wird manchmal als ein Teil von Schwedischfinnland angesehen, oft aber auch als eigener, von den Åländern (schwedisch ålänningar) bevölkerter Kulturraum betrachtet. Hier ist Schwedisch anders als in den anderen schwedischsprachigen Regionen Finnlands alleinige Amtssprache.
Außerhalb der genannten Regionen, in denen Finnlandschweden vielerorts die Bevölkerungsmehrheit bilden, gibt es zudem Sprachinseln, in denen eine größere Anzahl von Finnlandschweden als Minderheit in mehrheitlich finnischsprachigen Städten leben. Historisch hatten auch einige Orte an der seit dem Ende des Zweiten Weltkriegs russischen Küste Kareliens einen bedeutenden finnlandschwedischen Bevölkerungsanteil, insbesondere die Stadt Viborg (Viipuri, russisch Wyborg).

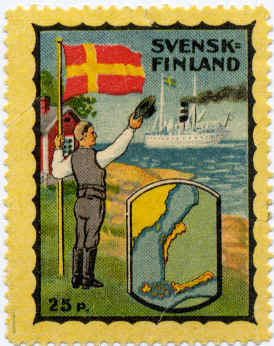
Reklamemarke, herausgegeben von der Schwedischen Volkspartei 1922, die das geographische Svenskfinland sowie die inoffizielle finnlandschwedische Flagge zeigt